# Dungani

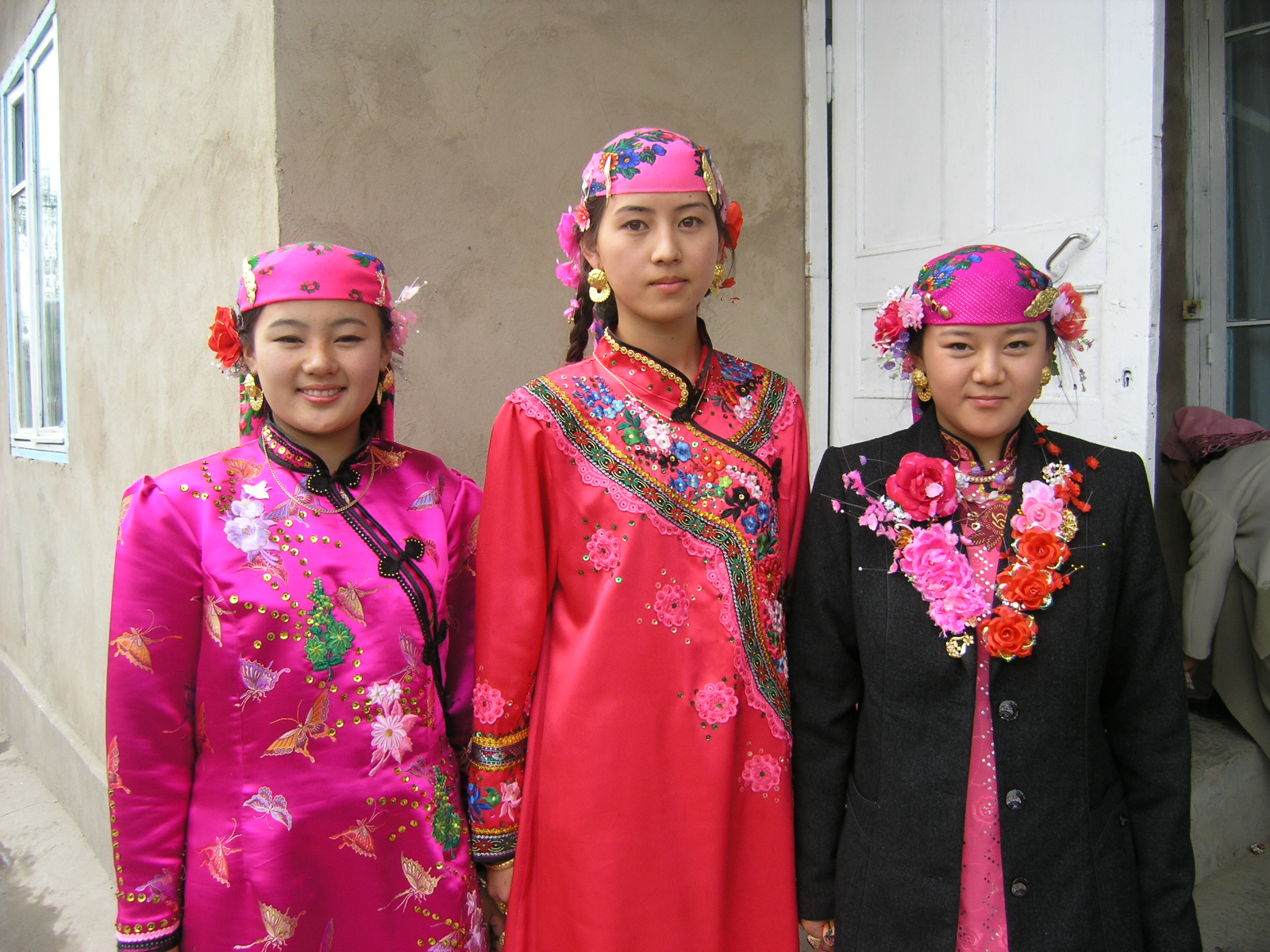
Dungani nel paese di Sortobe in Kazakistan

Dungani (東干族S, dōng gān zúP; in russo Дунгане?) è un termine usato nei territori dell'ex Unione Sovietica per riferirsi ai popoli musulmani di origine cinese.
Con il termine ci si può riferire anche ai popoli di lingua turca della provincia di Xinjiang. Sia in Cina che in Russia i membri di questo gruppo, comunque, si autodefiniscono "popolo Hui". Nei censimenti della ex Unione Sovietica, invece, questi gruppi sono sempre stati etichettati come "dungani". Nella ex Unione Sovietica, i dungani si trovavano soprattutto in Kazakistan (36.900 secondo il censimento del 1999), Uzbekistan, e Kirghizistan. Altre comunità si trovano in Tatarstan.

## Storia

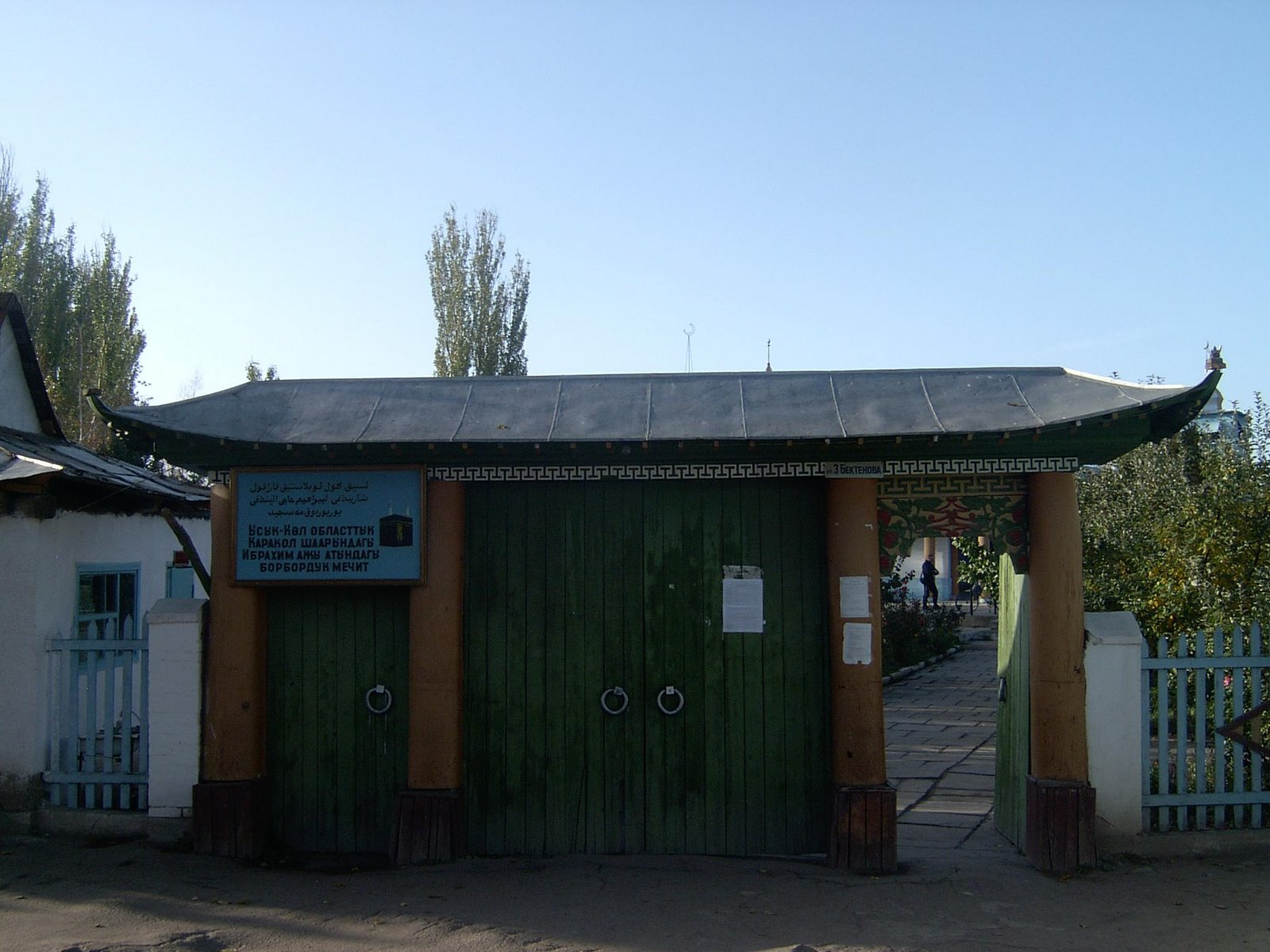
In cancello d'ingresso della moschea dungana a Karakol, Kirghizistan. La scritta in cirillico è in kirghiso; la scritta in arabo sembra per lo più riportare alla lettera ciò che è scritto nel testo in cirillico kirghiso

Nelle ex repubbliche sovietiche i Dungani sono Hui che emigrarono dalla Cina durante la guerra della minoranza Hui nel XIX secolo. Il nome Dungano è di origini oscure, ma deriva probabilmente dal turco döñän ("qualcuno che gira") o dal termine cinese dell'"est Gansu", una provincia della Cina dalla quale molti Dungani possono far derivare la loro stirpe, tuttavia il carattere gan (干) è diverso da quello usato nel nome della provincia (甘). Al popolo Hui, distribuito attraverso la maggior parte dell'ovest e del centro della Cina, ci si riferisce anche come "Dungani" da parte dei Turchi e dei Tagiki.
Come Hong (2005) nota, "Il popolo dei Dungani deriva dal popolo cinese degli Hui, e ora vive principalmente in Kirghizistan, Kazakistan ed Uzbekistan. La loro popolazione ammonta a oltre 110.000. Questo popolo ha ora sviluppato un'etnia separata al di fuori della Cina, e inoltre essi hanno strette relazioni culturali con il popolo Hui, oltre a caratteristiche ed identità etnica."

## Lingua
La lingua dungana è strettamente correlata allo shaanxi, dialetto del cinese, ma usa la scrittura cirillica e ha solo tre toni anziché quattro. Il dungano contiene anche molte parole di origine araba, persiana, e turca.
Diversamente da altre minoranze nazionali nell'Asia centrale, come i Coreani nelle vecchie repubbliche sovietiche, pressoché tutti i Dungani raccontano che loro continuano ad usare la loro lingua etnica come lingua madre. Più di due terzi dei Dungani parlano anche il russo, e una piccola parte sa parlare la lingua kirghisa o altre lingue appartenenti ai territori nazionali dei paesi dove essi vivono. 

## Cultura
I Dungani sono principalmente agricoltori, coltivano il riso e verdure come la barbabietola da zucchero. Molti allevano bovini. Inoltre, alcuni sono impiegati nella coltivazione dell'oppio. I Dungani tendono ad essere endogami.
I Dungani sono famosi per la loro ospitalità e tengono molte cerimonie e banchetti per preservare la loro cultura. Essi hanno elaborate e coloratissime osservanze per i compleanni, i matrimoni e i funerali. Inoltre le scuole hanno musei per conservare altri aspetti della loro cultura tipo decorazioni su tela fatte con l'ago, vestiti tradizionali, gioielli d'argento, tagli cartacei di animali, fiori e oggetti.

## Religione
La larga maggioranza dei dungani sono musulmani di rito hanafita. Molti villaggi dungani hanno una moschea gestita dagli anziani del villaggio.